# Daniel William Coquillett
Daniel William Coquillett (Pleasant Valley Township (Illinois), 23 januari 1856 - Atlantic City (New Jersey), 7 juli 1911) was een Amerikaans entomoloog. Hij specialiseerde zich in de studie van tweevleugeligen (Diptera).
Beroepshalve werkte hij als entomoloog voor de overheid. In 1881 werd hij assistent van de State Entomologist van de staat Illinois. Om gezondheidsredenen verhuisde hij naar Californië, en werkte er voor het departement Entomologie van het U.S. Department of Agriculture. Daarvoor onderzocht hij onder meer een sprinkhanenplaag in Californië in de zomer van 1885. Hij ontdekte ook het nut van waterstofcyanidegas als insecticide. Hij was verbonden aan het United States Bureau of Entomology tot aan zijn dood.
Omwille van zijn kennis van de systematiek van Diptera werd hij in 1896 benoemd tot ere-conservator van Diptera aan het United States National Museum. In die hoedanigheid publiceerde hij onder meer in 1910 een overzicht van de typesoorten van alle Noord-Amerikaanse Diptera-geslachten.
Hij publiceerde talrijke wetenschappelijke artikelen en is de wetenschappelijke auteur van vele geslachten en soorten van Diptera.